# Calathus asturiensis
Calathus asturiensis es una especie de  escarabajo de la familia Carabidae endémico orocantábrico, citado por primera vez en 1866 por Vuillefroy en las montañas de Reinosa. Tiene una longitud de 12 mm. El pronoto es negruzco, con los bordes algo más claros. Las antenas y palpos son de color rojo oscuro. Los élitros son estrechos y alargados, con interestrías muy poco convexas en los machos y planas en las hembras. Las estrías no están punteadas, mates en la hembra y ligeramente brillantes en los machos. Fosetas basales lisas y algo estriadas o punteadas.
Se encuentra en canchales preferiblemente calizos o de cuarcita, en ambiente húmedo, en claros de bosques subalpinos de hayas y robles y pasto alpino o piornales, entre los 800 y los 1700 m s. n. m.

## Sinonimia
C. erratus, según Gautier 1867.
C. erratus subs asturiensis, según De La Fuente (1927), Csiki (1931), Schatzmayr (1937) y Puel(1939).